# Aristolochia ginzbergeri
Aristolochia ginzbergeri är en piprankeväxtart som beskrevs av L.Z. Ahumada. Aristolochia ginzbergeri ingår i släktet piprankor, och familjen piprankeväxter. Inga underarter finns listade i Catalogue of Life.